# 燕子号巡洋舰
燕子号是德意志帝国海军于19世纪80年代建造的一艘四等巡洋舰。它是同名船级的首舰，其唯一的姊妹舰为雀鹰号。该舰自1886年4月开始铺设龙骨、1887年8月下水，至1888年5月交付使用。燕子号是专为执行海外任务而设计，装备有八门105毫米口径的主炮，巡航半径逾3,000海里（5,600）；它还搭载有一套风帆索具作为蒸汽机的补充。
燕子号的大部分职业生涯都在海外度过。它从1889年至1893年被派驻德属东非，曾协助镇压了阿布希里起义。1893年，该舰返回德国进行大修。之后它被搁置至1898年才重返现役，以接受再一次的海外部署。燕子号起初重返德属东非，在第二次布尔战争期间于南部非洲水域巡逻，保护德国商船。1900年清代中国爆发义和团运动后，促使德国海军派遣燕子号加入与义和团作战的八国联军。该舰在中国海域度过了1901年和1902年，期间曾对长江口实施封锁，并镇压了当地的动乱。1903年，燕子号返回德国作另一次大修和再度搁置。它在第一次世界大战期间以宿营船身份结束了自己的服役生涯，继而于1918年改为充当靶舰。该舰最终于1922年拆解报废。

## 设计
随着1871年后德意志帝国在海外领土的经济扩张以及获得专属的殖民地财产，需要能够充分代表和保护德国利益的现代军舰。在1870年代和1880年代初，德意志帝国海军建造有两种类型的巡洋舰：适合作为舰队侦察兵的小型、快速的通报舰，以及能够在海外殖民帝国巡逻的大型盖甲板护卫舰。两艘全新的巡洋舰于1886－1887财年获得拨款，打算用于后一种目的。时任帝国海军部长的列奥·冯·卡普里维中将正寻求对德国巡洋舰部队进行现代化改造。燕子号是帝国海军第一艘以“巡洋舰”之名建造的军舰，标志着卡普里维计划的第一步实施。
燕子号的水线长和全长分别为62.59米和66.90米，有9.36米的舷宽以及最大4.72米的吃水深度。其标准排水量为1,111吨，满载时则可达1,359吨。推进装置由两台卧式双缸双胀往复式蒸汽机组成，蒸汽通过四台燃煤圆柱形火管锅炉提供。发动机的额定功率为1,500匹公制馬力（1,100千瓦特），设计航速13.5節（25.0每小時），并能够以10節（19每小時）的速度连续航行3,290海里（6,090）。作为对蒸汽机的补充，舰只还配备有一套总表面积为729平方米的前桅横帆三桅式索具。其标准船员编制为9名军官及108名水兵。
该舰的主炮为八门单座安装的105毫米35倍径箍炮。其中四门并排置于前、后两头的舷外平台上，以提高端点火力的射界；其余四门则设在舰舯的主甲板内，可朝两边舷侧开火。它们的射程为8,200米，共配备765发弹药。副炮则由五门37毫米转膛炮组成，主要用于防御鱼雷艇。

## 服役历史
燕子号是以“巡洋舰A”（Kreuzer A）作为合同代号，于1886年4月在威廉港的帝国船厂开建。它于1887年8月16日下水；并由时任北海海军基地司令的海军少将亚历山大·冯·蒙茨主持为舰只命名。舾装工作完成后，燕子号于1888年5月6日投运以进行海试，并一直持续至8月8日完成。燕子号于11月12日正式入役，随即被分配至德属东非的驻地。这项任务是在东非巡洋分舰队司令、海军少将卡尔·奥古斯特·戴恩哈德请求增援协助镇压阿布希里起义之后下达的。该舰于八天后离开德国，至12月31日抵达桑给巴尔，并在当地与通报舰箭矢号会合。这两艘舰增援了老旧的风帆护卫舰莱比锡号和索菲号。

### 第一次部署至东非
1889年1月3日，燕子号炮击了叛军在巴加莫约的据点，随后将戴恩哈德接到达累斯萨拉姆。翌日，该舰在丰古亚斯尼礁周边的暗礁上搁浅。它受困了两天，直至莱比锡号和英国轮船伍德考克号（SS Woodcock）抵达将其拉出。此后，燕子号参与了海岸封锁，以防有违禁品送到叛军手中；它主要在从基斯韦尔至金比吉之间的航道巡逻。3月1日，该舰又被转移到基尔瓦基斯瓦尼和马菲亚岛之间的水域执勤。燕子号、莱比锡号和另一艘护卫舰卡罗拉号共同派出一支海军步兵分遣队在昆杜齐登陆，攻击当地的叛军；这三艘军舰同时也为登陆部队提供火炮支援，而负责指挥这次行动的正是燕子号舰长、海军少校约翰内斯·希尔施贝格（Johannes Hirschberg）。燕子号于5月8日返回巴加莫约发动另一次攻击；6月6日和7月8日又分别在萨阿达尼和潘加尼展开了进一步的交战。从7月20日到8月17日，该舰及其船员在冲突中得到了喘息的机会，在毛里求斯的路易港休息和整修。

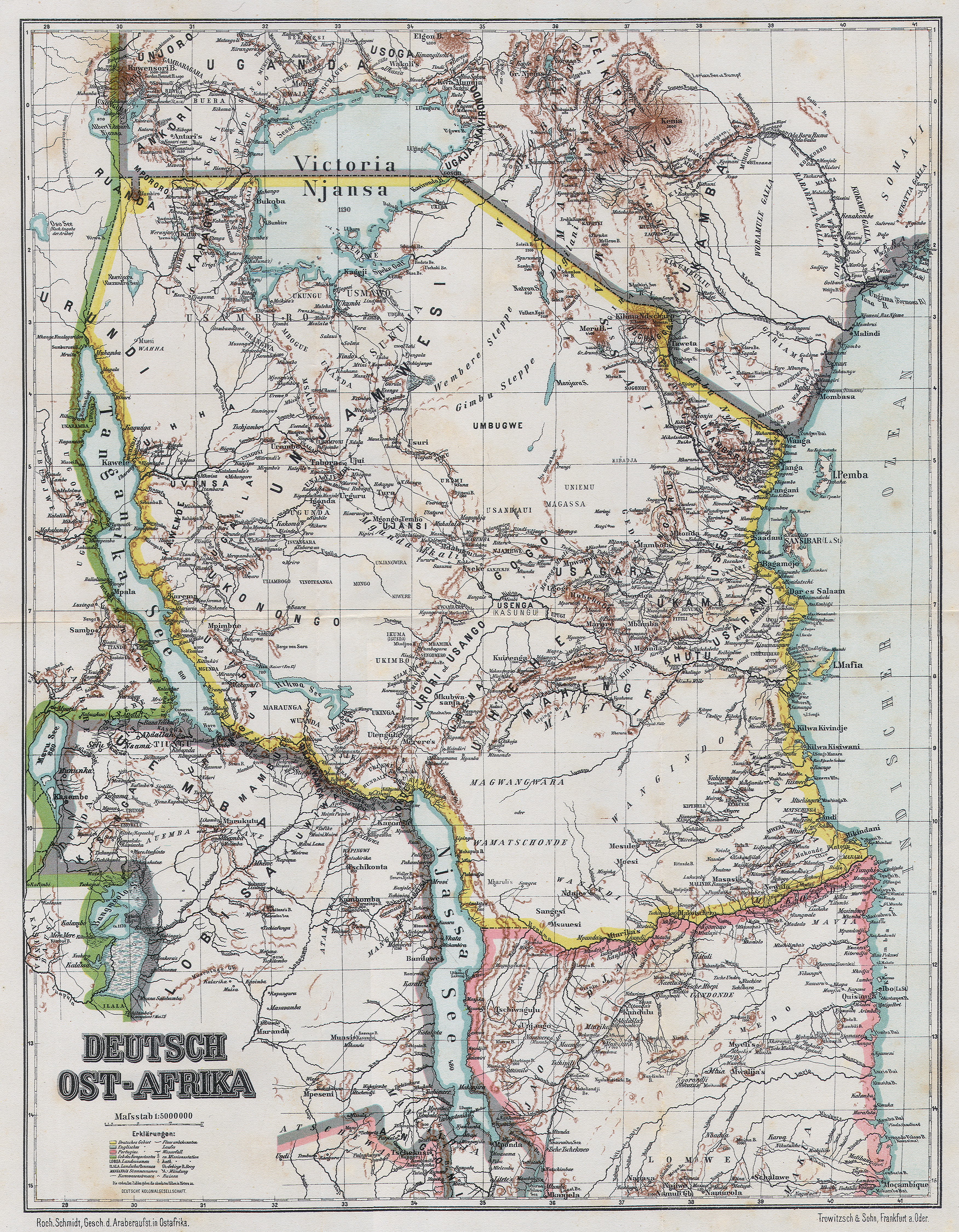
德属东非时局图

8月29日，燕子号回到德属东非附近的封锁线。在接下来的几周里，戴恩哈德更频繁地留在舰上，并利用该舰执行特殊任务。从10月7日至10日期间，它搭载着分舰队司令与英国炮舰水手号共同勘察明确了德国殖民地与英属肯尼亚之间的北部边界。燕子号继续打击叛乱分子，尤其是支持帝国专员赫尔曼·维斯曼的部队。10月底，该舰与姊妹舰雀鹰号会合。这两艘舰于12月初在巴加莫约出席了为迎接艾敏帕夏救援探险队而举行的招待会，并于12月27－29日参与解决了与维图兰的边界划分问题。至1890年1月中旬，东非巡洋分舰队解散，箭矢号、莱比锡号和索菲号离开，留下燕子号、雀鹰号和卡罗拉号驻守东非基地。燕子号随后前往南非的开普敦进行检修，从3月3日持续到4月中旬。
从开普敦返回后，燕子号继而支持维斯曼执行的安抚德属东非南部沿海地区的行动。在此期间，它们缴获了几门火炮，其中一门被带上燕子号，最后交给了殖民地部队的培训监察队。到1890年5月中旬，起义基本得到镇压，燕子号开始按照和平时期的惯例，在殖民地海岸巡游，宣示德国国旗。由于希尔施贝格感染了疟疾，病情严重，不得不于6月24日提前返回德国治疗；吕迪格少校于7月13日抵达，接管了该舰的指挥权。10月9日，吕迪格主持了在坦噶为阿布希里起义中牺牲的海军将士设立纪念碑的仪式。与此同时，根据与7月1日签订《黑尔戈兰－桑给巴尔条约》，维图兰被割让予英国；这一事态的发展激怒了维图兰苏丹，他下令杀害了殖民地的几个欧洲人，其中大部分是德国人。英国人遂发起惩罚性讨伐，燕子号作为观察员留在了该地区，直到10月底。
1891年6月，燕子号前往塞舌尔的马埃岛，让其船员得到休息。吕迪格于10月获提升为殖民地的副总督，并由厄里克斯少校接替其职位登舰。在新舰长的带领下，燕子号启程访问孟买，至1892年1月27日才返回德属东非。随后，莫希和乞力马扎罗山周边地区发生的骚乱需要该舰到场，为驻防军提供支援。为此，它一直停留在坦噶至6月。同年10月，桑给巴尔苏丹阿里·本·赛义德的去世引发了一场继承权危机，迫使燕子号驶往桑给巴尔岛，帮助调解争端。至1893年1月，该舰才得以空出来重返孟买接受维修。5月，燕子号收到了返回德国的命令。它于8月6日抵达基尔，并于8月25日退役。基尔帝国船厂负责对其进行大规模的检修和现代化改造。相关工程完结后，该舰作预备役搁置，直至1898年4月1日才重新入役，并被重新部署至东非以轮替海雕号巡洋舰。

### 第二次海外部署

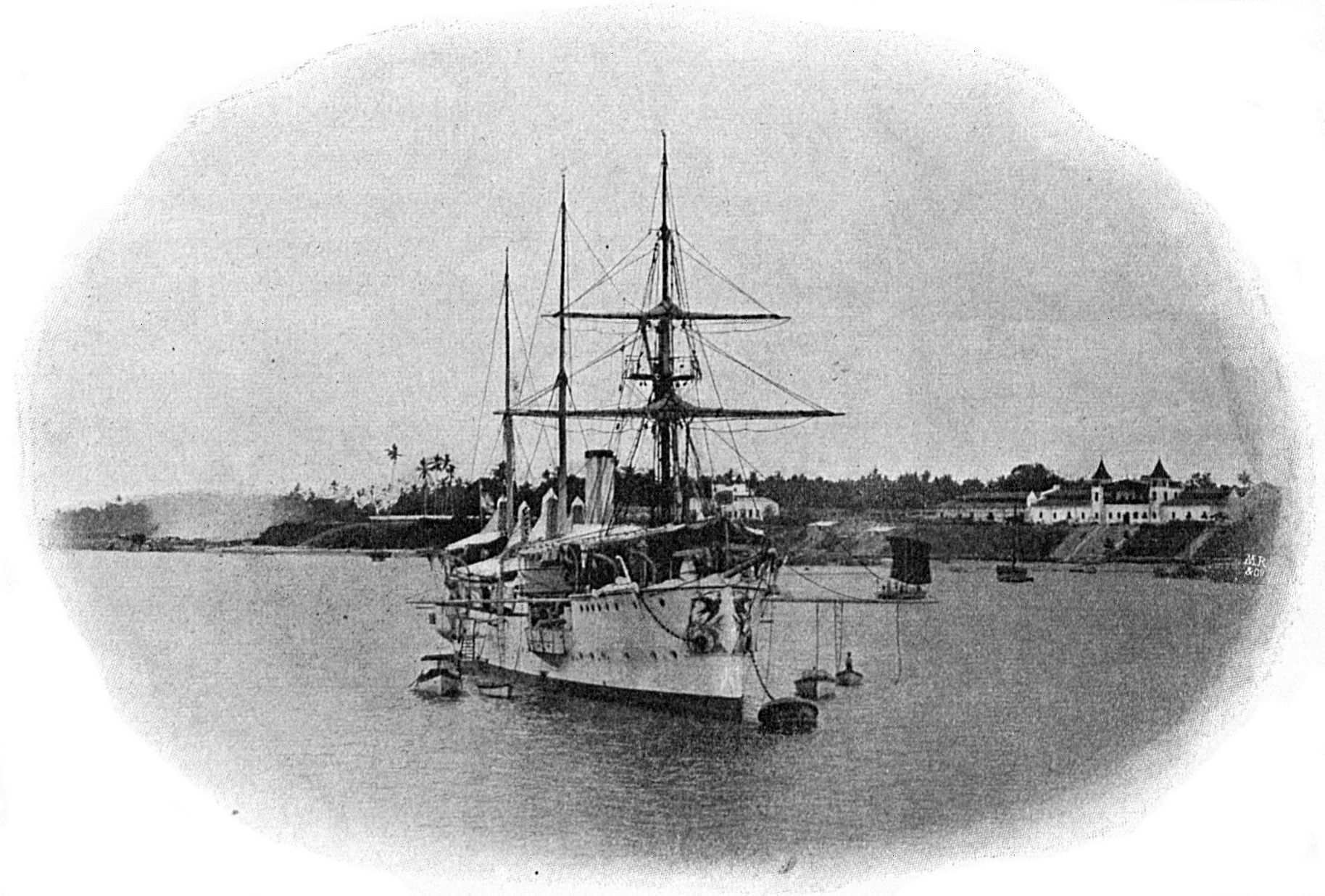
燕子号于1899年在达累斯萨拉姆

燕子号于1898年4月20日从德国启程，至一个半月后、即6月7日抵达桑给巴尔岛。从10月10日到11月中旬，它前往开普敦进行定期维护。1899年1月，德属东非航运轮船塞托斯号（Setos）遇险受损，被燕子号拖到达累斯萨拉姆。为此，船公司向海军捐赠了一笔钱，国家海军办公室将此用于改善水兵的宿营条件。随着英属南非与奥朗日自由州和德兰士瓦之间于10月爆发第二次布尔战争，燕子号和另一艘巡洋舰秃鹫号被派往南非保护德国航运，因为英国人已经开始积极搜查外国商船，以防止违禁品送到布尔人手中。尽管有两艘巡洋舰在场，英国皇家海军仍然扣押了多艘德国船舶，包括帝国邮轮联邦议会号（Bundesrat）、将军号（General），货轮汉斯·瓦格纳号（Hans Wagner）以及帆船玛丽号（Marie）等。这引发了一场重大外交事件，促成德国通过了《第二部海军法》。经过德国政府的干预，这些船舶再次获释，受影响的航运公司也得到了适当的赔偿。在南非海域巡逻期间，燕子号曾于1900年1月19日至21日分别在德班、伊丽莎白港、东伦敦、开普敦和德拉戈湾停留。1900年上半年，布尔人开始遭受几次失败，紧张局势有所缓解；该舰遂于7月5日回到了达累斯萨拉姆。从那里，它奉命前往东亚海域增援东亚分舰队，协助镇压在清代中国爆发的义和团运动。
1900年9月下旬，燕子号抵达中国水域，随即被派去封锁长江口。继1901年2月14日至3月3日在青岛的德国租界度过了一段时间后，该舰回到长江继续履行监视职责，以支持在当地作战的河川炮舰前进号。封锁于6月10日结束后，它又返回青岛。9月4日至11月11日，燕子号在上海接受了一次大修。随后，该舰重新进驻长江流域，接下来浙江发生的骚乱则迫使它于1902年4月9日前往宁波协助维稳。然而仅一周后，这艘巡洋舰便不得不再次停靠上海进行维修，并在工程完成后留在了青岛。在那里，燕子号于7月23日接到了返回德国的命令，时任舰长、海军少校莱奥·雅各布森则需留在胶州湾接手新成立的胶澳海军炮兵分队（Matrosen-Artillerie-Abteilung Kiautschou）。他的继任者是保罗·希尔布兰德（Paul Hilbrand）少校。燕子号于8月16日离开租界，至12月10日抵达但泽。三天后，它在那里第二度退役，并从1903年到1905年在但泽帝国船厂接受了再一次的漫长检修。

### 后续运用
燕子号在1905年大修完成后一直被搁置，直到1911年10月26日才被列为一艘特殊用途舰而重新入役，目的是将它改造成一艘在海外使用的勘探船。为此，舰上的武器和弹药都被移除。但该计划被最终放弃，因为海军需要以燕子号替换执行近岸航行和办公船任务的通报舰蟋蟀号，并且能够作为火炮电子测距培训的训练舰使用。当局曾考虑于1912年底进行相应的改造，但直至第一次世界大战爆发后才实施。此时重启老旧且并非用于军事目的的巡洋舰已不现实，燕子号遂于战争初期在基尔担任宿营船，自1918年起又作为废船充当炮术训练的标靶。它于1919年12月6日正式从海军名录中除籍，并于1920年8月7日被出售报废。1922年，该舰最终在汉堡的莫尔堡拆解。